# 8188 Океґая
8188 Океґая (8188 Okegaya) — астероїд головного поясу, відкритий 18 грудня 1992 року.
Тіссеранів параметр щодо Юпітера — 3,157.
Названо на честь Океґая (яп. おけがや(桶ヶ谷) океґая)